# John Collier
John Maler Collier (Londra, 27 gennaio 1850 – Londra, 11 aprile 1934) è stato un politico, scrittore e pittore britannico, membro della Confraternita dei Preraffaelliti.
Dipinse quadri di ispirazione mitico-storica in stile preraffaellita e fu uno dei ritrattisti più importanti della sua generazione (un suo autoritratto si trova nella Galleria degli Uffizi a Firenze).

## Biografia
John Collier proveniva da una famiglia di talento e di successo. Suo nonno omonimo, John Collier, era un commerciante di religione quacchera che fu deputato alla Camera dei Comuni in rappresentanza della città di Plymouth dal 1832 al 1842.

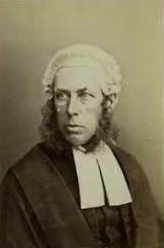
Ritratto di Robert Porrett Collier, primo Lord Monkswell.

Il padre, Sir Robert Porret Collier (21 giugno 1817 – 27 ottobre 1886), fu un alto magistrato (procuratore generale e, per molti anni, giudice a tempo pieno del Comitato Giudiziario del Consiglio privato di sua maestà (Privy Council) e Consigliere dell’Ammiragliato di "Gran Gabinetto"), deputato liberale alla Camera dei Comuni dal 1852 al 1871 per la città di Plymouth, come suo padre prima di lui. Fu creato primo Lord Monkswell. Era inoltre un membro della Royal Society of British Artists.
La madre di John era Lady Isabel Rose, figlia di William Rose di Woolston Heath, che il padre sposò nel 1844. Era «una dama bella e colta, che riceveva con grazia le personalità dell’epoca, scriveva libri per bambini, dipingeva i suoi piatti di ceramica e disegnava i suoi gioielli. […] L’ambiente culturale dei Collier era quello liberale dei darwiniani e dei whig, che esaltava i movimenti risorgimentali italiani e preparò a Garibaldi, quando andò a Londra nel 1864, la più clamorosa manifestazione popolare di entusiasmo mai vista in Inghilterra».

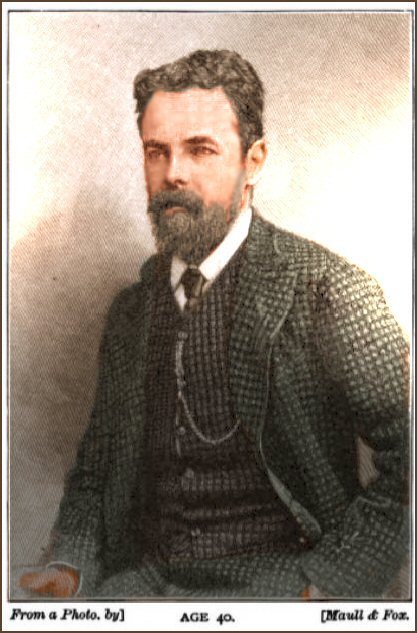
Ritratto di Robert Porrett, secondo Lord Monkswell.

Il fratello maggiore di John, Robert Collier secondo Lord Monkswell (26 marzo 1845 – 22 dicembre 1909), da giovane fu un giocatore di cricket di prima classe attivo dal 1866 al 1867. Una volta ereditato il titolo alla morte del padre nel 1886, entrò nella Camera dei lord. Collaborò alle amministrazioni liberali di William Ewart Gladstone e Lord Rosebery come Lord di compagnia dal 1892 al 1895. Per un breve periodo fu anche Sottosegretario di Stato per la Guerra, dal gennaio al giugno 1895. Per il Partito Progressista fu poi membro del County Council (Consiglio della Contea) di Londra, del quale fu Vice-Presidente nel 1902-1903, e Presidente nel 1903-1904.
La sorella di John, Margaret Collier (1846 - 1929), fu una scrittrice e pianista.

Cresciuta a contatto con una cultura raffinata e vivace, fu di idee liberali, anticlericali e femministe; amava scrivere e pubblicò su riviste letterarie inglesi diversi racconti ambientati in Italia. Nel 1873, mentre era in vacanza con la madre a Roma, conobbe l’ufficiale garibaldino Arturo Galletti de Cadilhac (1843 - 1912), di cui si innamorò perdutamente. Dopo il matrimonio, celebrato il 19 aprile 1873, andò a vivere con il marito a Torre San Patrizio, una piccola cittadina marchigiana dell’ex-Stato Pontificio, all'epoca in provincia di Ascoli Piceno, in una ex-cappellanìa chiamata "San Venanzo" (ora chiamata "Villa Zara"), in cima a una collinetta da cui si godeva un favoloso panorama, dai Sibillini all'Adriatico, dal monte Conero al Gran Sasso. Raccontò la sua vita nella provincia italiana all’indomani dell’Unità d’Italia, con l’impatto tra la sua cultura metropolitana del paese all'epoca più industrializzato del mondo e quella rurale e arretrata di Torre San Patrizio, nel libro autobiografico "La nostra casa sull’Adriatico", che nel 1886 venne pubblicato con successo in Gran Bretagna. Nel 1887 pubblicò un vero e proprio feuilleton uscito a puntate con successo in Inghilterra, il romanzo "Babel", poi pubblicato nel 1898 in due volumi dall’editore William Blackwood & Sons di Londra ed Edimburgo, anch'esso ambientato nell'allora provincia di Ascoli Piceno, a Monte San Pietrangeli, il paese dove viveva il cugino della madre del marito, Pierre Paul (Paolo) de Cadilhac (1828 – 1900), il quale aveva segnalato proprio lui ad Arturo Galletti la possibilità di acquistare a buon prezzo la cappellanìa di San Venanzo. Nel 1891 Margaret Collier pubblicò, sempre con Blackwood & Sons, sotto lo pseudonimo di Isabel Snow, il racconto "The School of Art". Dopo la fine del suo matrimonio con Arturo Galletti fece ritorno in Gran Bretagna, dove trascorse gli ultimi anni della sua vita nel Devon, fino alla morte nel 1929. A Torre San Patrizio le è stata intitolata una via cittadina.
La famiglia Collier apparteneva all'ambiente non conformista della Londra vittoriana ed era solita ospitare nel proprio salotto intellettuali e politici progressisti, come il famoso scienziato Thomas Henry Huxley (le cui due figlie Ethel e Marion sposarono John in successione), il filosofo Bertrand Russell, la scrittrice Virginia Woolf e Sir Mountstuart Grant Duff, gentiluomo scozzese al servizio della Regina, con una lunga carriera politico-diplomatica (la cui figlia Lily, accesa femminista, sposò il figlio cadetto di Robert Collier secondo Lord Monkswell, il fratello maggiore di John).
John studiò pittura alla "UCL Slade School of Fine Art" di Londra (informalmente la "Slade"), la scuola d'arte dell'UCL - University College of London, poi all'Accademia di Monaco di Baviera, dove si iscrisse il 14 aprile 1875 (matricola: 3145) all'età di 25 anni.

Ritratto della prima moglie di John Collier, Marian Huxley, 1883, oggi alla National Portrait Gallery di Londra.

John Collier divenne parte integrante della famiglia del famoso biologo e filosofo Thomas Henry Huxley, presidente della Royal Society (Reale Società londinese per lo sviluppo della conoscenza naturale) dal 1883 al 1885, quando sposò, una dopo l'altra, due figlie di Huxley. La prima moglie, nel 1879, fu Marian, più nota come Mady: una celebre pittrice, che studiò, come suo marito, presso la "Slade" ed espose alla Royal Academy of Arts e altrove molte sue opere. La coppia ebbe una figlia, Joyce, anche lei impegnata nella pittura: fu una ritrattista di miniature, membro della Royal Society of Miniature Painters. La madre, per gravi problemi in seguito al parto, fu portata per curarsi a Parigi, dove morì di polmonite nel 1887. Poco tempo dopo, nel 1889, Collier ne sposò la sorella minore, Ethel Huxley. Con la sua seconda moglie ebbe sia una figlia che un figlio: sir Laurence Collier, che fu ambasciatore britannico in Norvegia dal 1939 al 1950.
John Collier dipinse numerosi ritratti di membri della sua famiglia: la sua seconda figlia, le sue mogli, Marion ed Ethel (figlie di Thomas Henry), la moglie di Thomas Huxley, Henrietta Anne Heathorn (1825-1915), i nipoti di Thomas Aldous Huxley, famoso scrittore di fantascienza distopica, e il giovane Gervas Huxley.

## Opere di John Collier nelle collezioni pubbliche inglesi

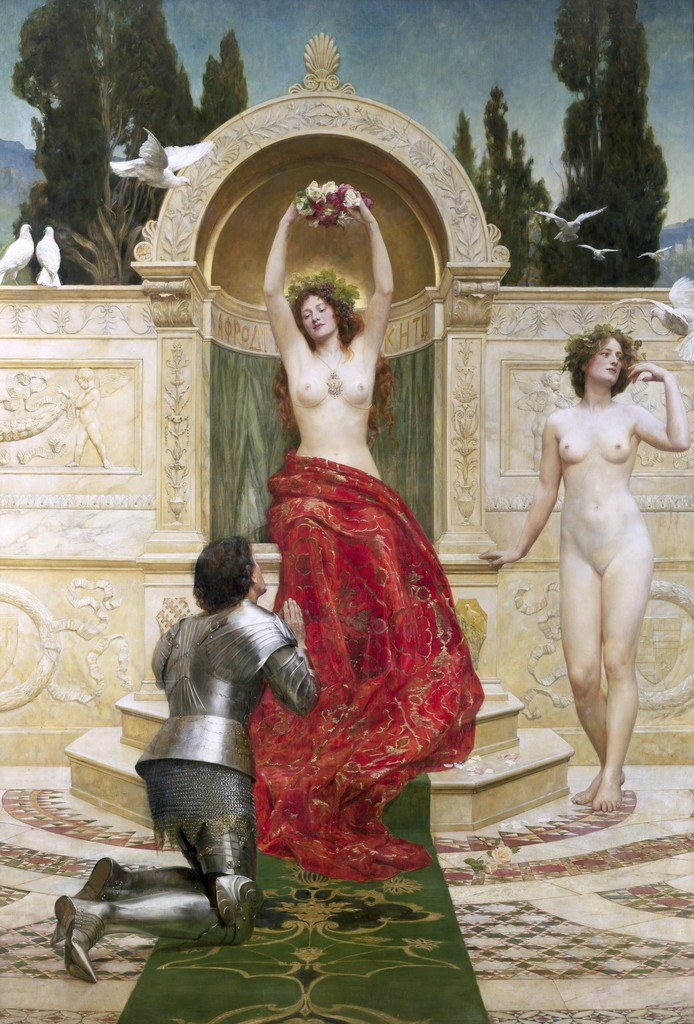
Tannhäuser nella grotta di Venere (1901), olio su tela (Southport -UK-, Atkinson Art Gallery).

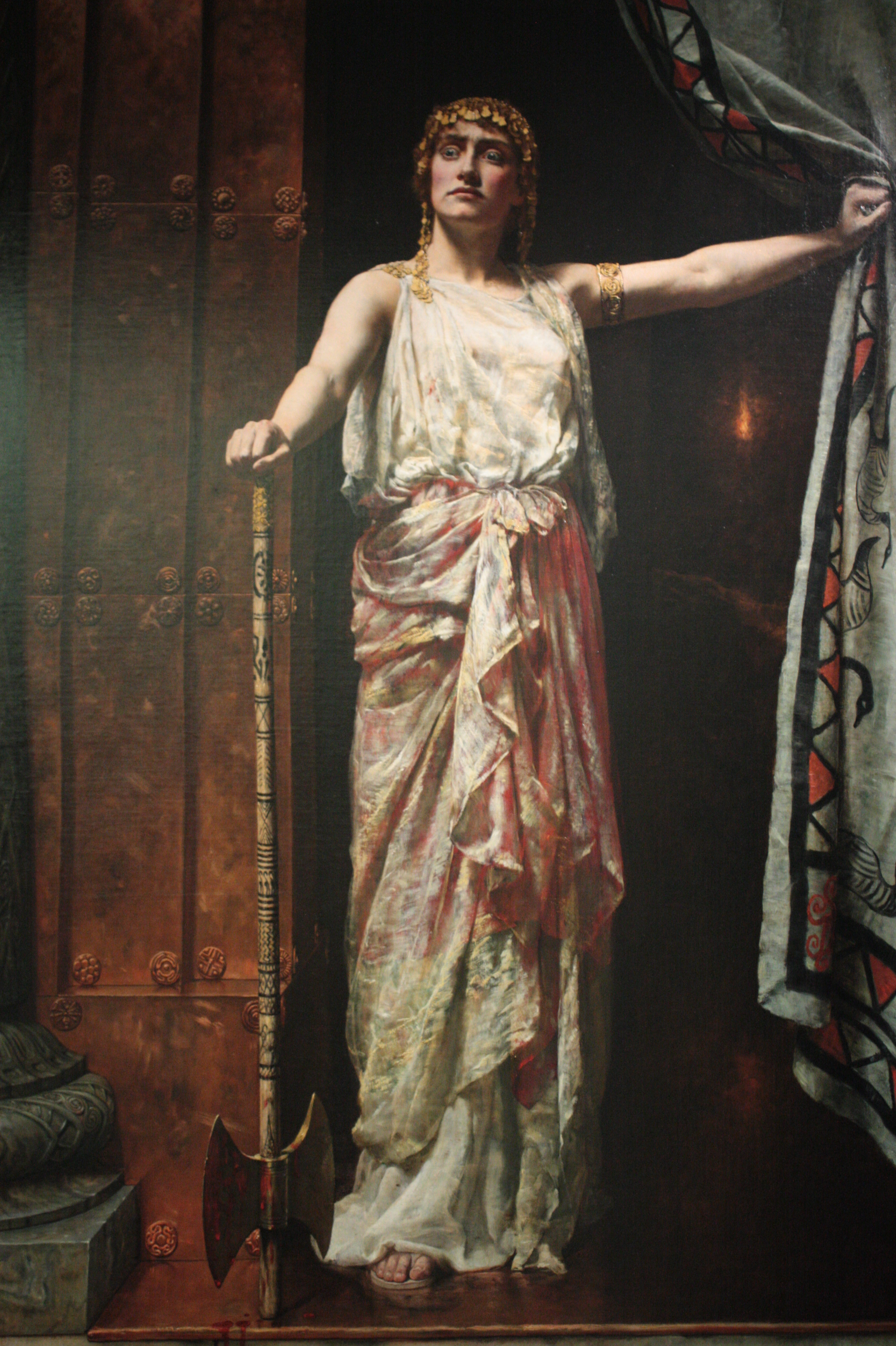
Clitennestra dopo l'omicidio (1882; Londra, Guildall Art Gallery).

Sedici dipinti di John Collier sono ora nelle collezioni della National Portrait Gallery di Londra, e due sono alla Tate Gallery. Nel dicembre 1997 quattro suoi dipinti erano in mostra alla National Gallery: i ritratti del politico John Burns, dell'astronomo Sir William Huggins, del biologo e filosofo Thomas Huxley (suocero dell'artista) e del grande naturalista Charles Darwin (copie degli ultimi due quadri sono anche ben visibili in cima alla scala dell'Athenaeum Club di Londra).
Un suo autoritratto del 1907 è conservato agli Uffizi di Firenze, presumibilmente commissionatogli come parte della sua celebre collezione di autoritratti di artisti.

Altre opere possono essere viste nelle case e nelle istituzioni aperte al pubblico: un grande e suggestivo dipinto dell'assassinio di Clitennestra è nella Galleria Guildhall della City di Londra.
La Sentenza di morte (Death Sentence) stata donata dalla vedova dell'artista alla Wolverhampton Art Gallery, contea di West Midlands in Inghilterra.

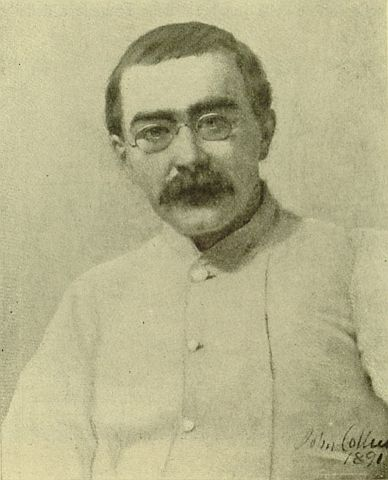
Ritratto dello scrittore Rudyard Kipling (1891; Londra, National Portrait Gallery).

Il suo ritratto del conte di Onslow (1903), è a Clandon Park, nella residenza della famiglia Onslow nel Surrey (National Trust).
Il suo ritratto a figura intera di Sir Charles Tertius Mander (16 luglio 1852-8 aprile 1929), primo baronetto, è a Owlpen Manor, residenza di campagna in stile Tudor nel Gloucestershire, con un'altra versione della collezione del National Trust a Wightwick Manor.
Riproduzioni di molti altri dipinti, presenti in varie collezioni, possono essere consultati nella casella di John Collier nell'Archivio e Biblioteca della National Portrait Gallery Heinz, e una buona selezione è pubblicata in L'arte dell'onorevole John Collier di W.H. Pollock (1914). Il suo lavoro è stato incluso anche nella Grande Vittoriano, la mostra fotografica montata dall'Arts Council nel 1978 (catalogo, p. 27).
Ci sono poi altri ritratti di scienziati, tra cui Charles Darwin (due volte), William Kingdon Clifford, James Prescott Joule e Michael Foster.
La collezione dei dipinti di Collier esposti alla National Portrait Gallery è scarna, ma nel 2007 venne acquistato il ritratto della sua prima moglie dipinto da lui.

## Opere

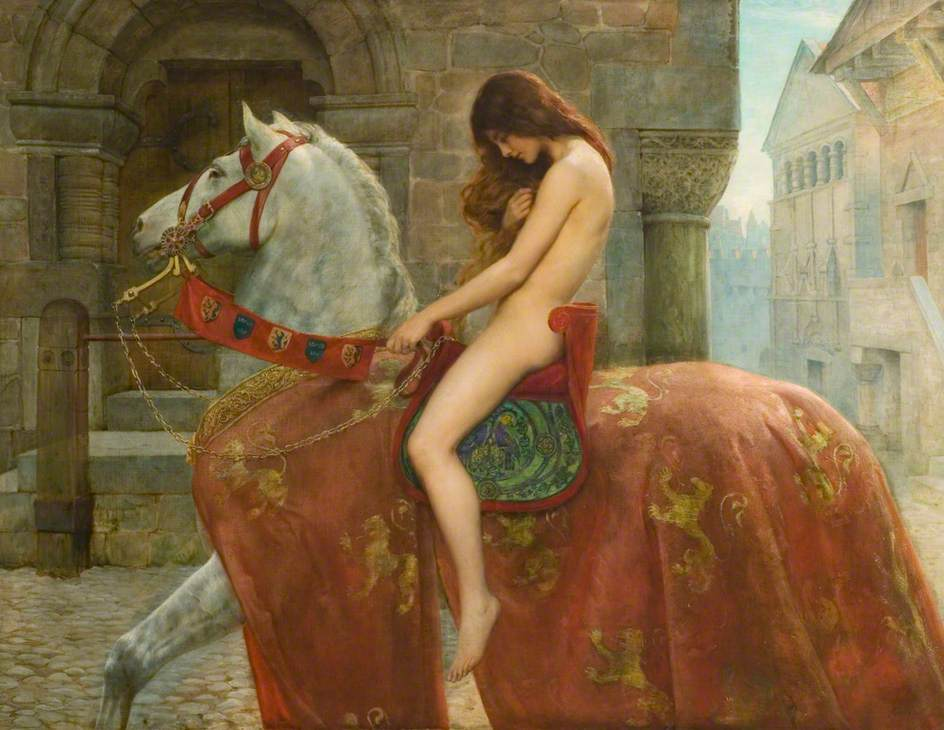
John Collier – Lady Godiva ~ 1898, Herbert Art Gallery & Museum, Coventry.

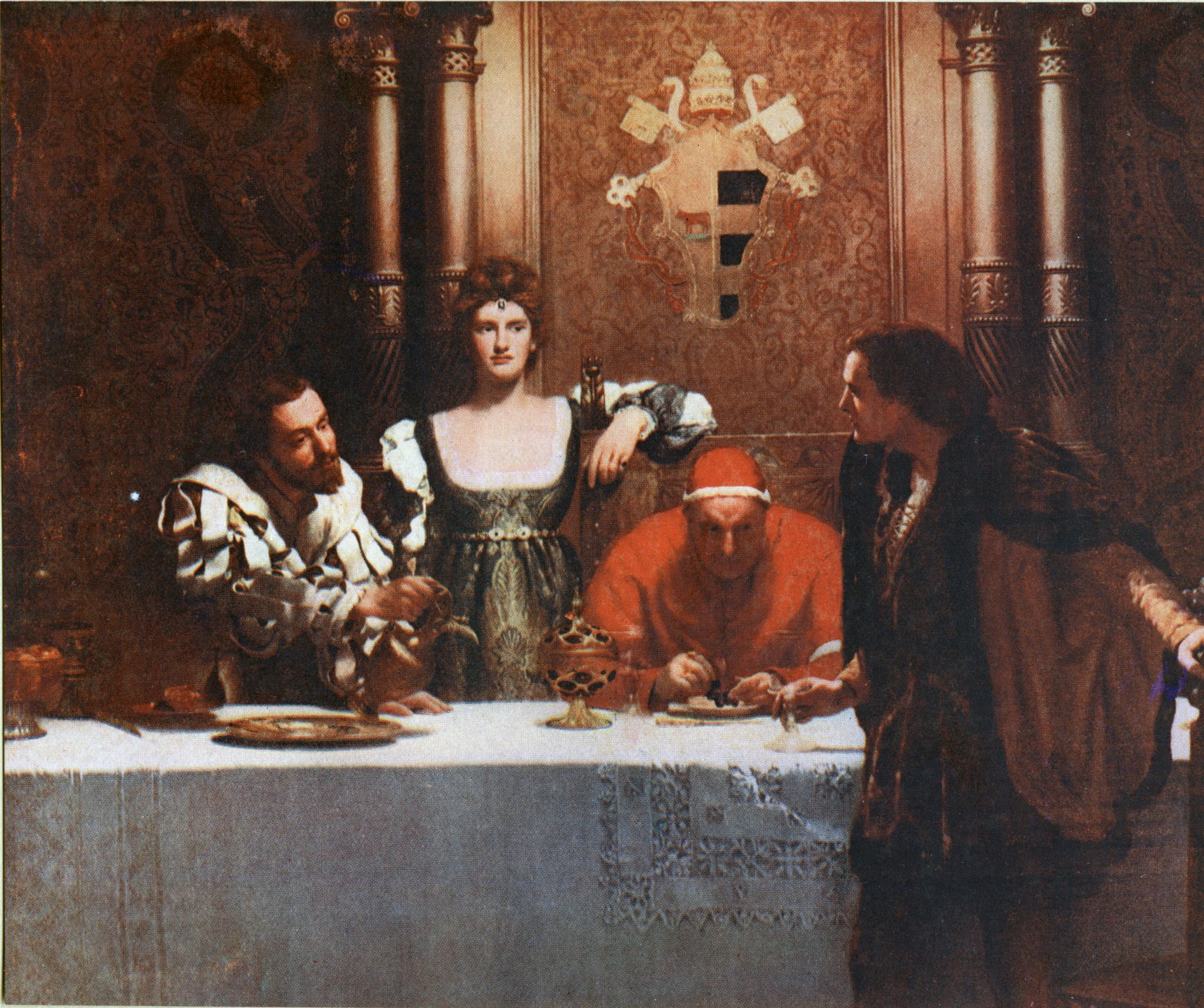
Un bicchiere di vino con Cesare Borgia (1893).

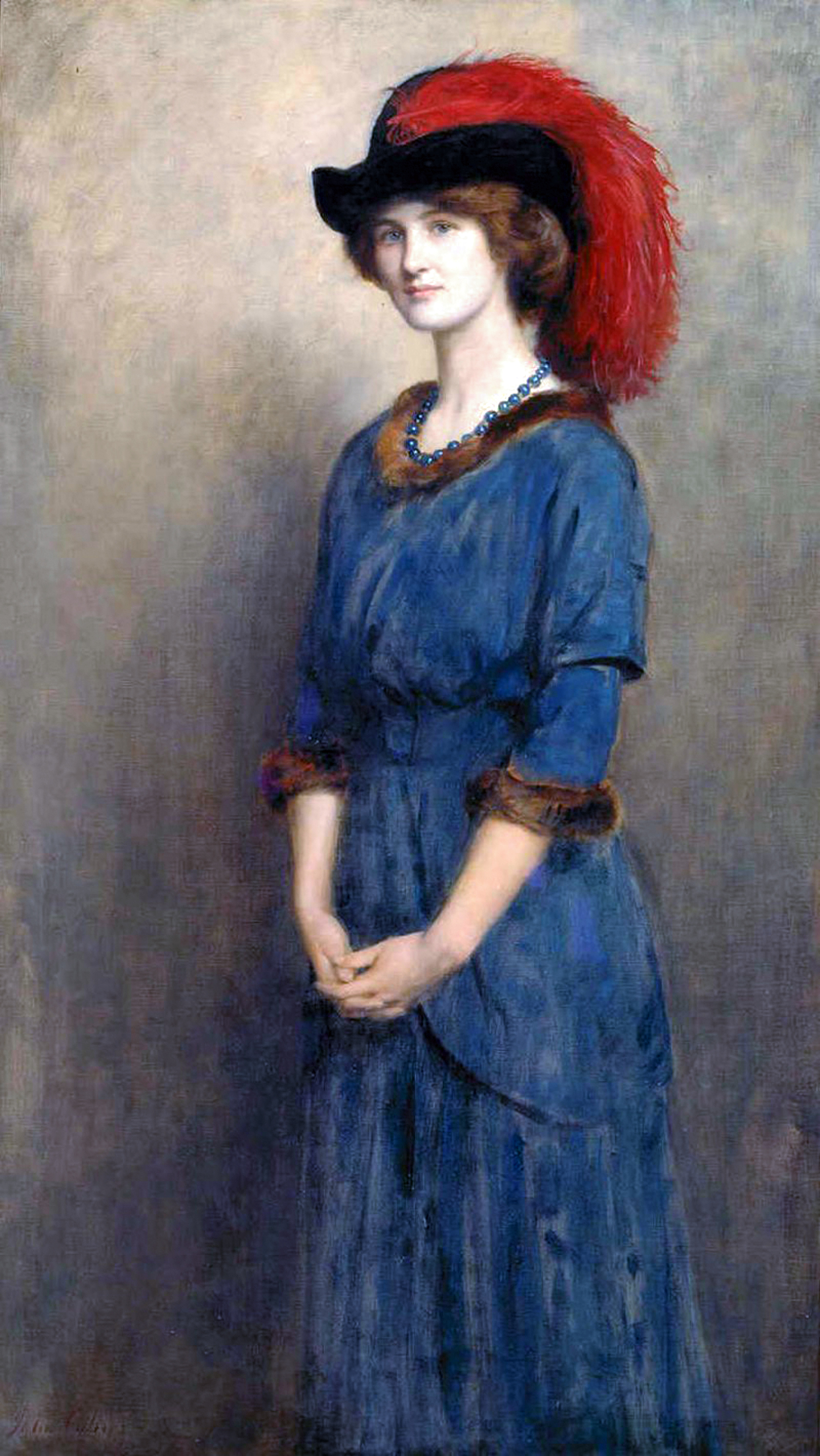
Angela McInnes (1914).

- La moglie dell'artista (The Artist's Wife 1880), National Portrait Gallery, Londra;
- L'ultimo viaggio di Henry Hudson (The Last Voyage of Henry Hudson 1881), Tate Britain, Londra[11];
- Clitennestra dopo l'omicidio (Clytemnestra after the Murder 1882), Guildall Art Gallery, Londra. Presente nell'elenco della Bridgeman Art Library[12];
- Le ancelle del Faraone (The Pharaoh's Handmaidens 1883), Roy Miles Fine Paintings, Londra. Presente nell'elenco della Bridgeman Art Library[12];
- Circe (1885), collezione privata di Ger Eenens, Paesi Bassi;
- La sacerdotessa di Bacco (The Priestess of Bacchus 1885-1889);
- Lilith (1887) Atkinson Art Gallery, Southport[13];
- L'acqua bambina (The Water Baby 1890);
- Orazio e Lydia (Horace and Lydia 1890);
- Sacerdotessa di Delfi (Priestess of Delphi 1891), Art Gallery of South Australia, Adelaide, South Australia[14];
- Nella foresta di Arden (1892);
- Un bicchiere di vino con Cesare Borgia (A Glass of Wine with Caesar Borgia 1893);
- Lady Hallé (Lady Hallé 1895);
- Il Laboratorio (The Laboratory 1895), collezione privata. Presente nell'elenco della Bridgeman Art Library[12];
- La morte di Albina (The Death of Albine 1895);
- Papa Urbano VI (Pope Urban VI 1896);
- Lady Godiva (Lady Godiva c. 1898), Herbert Art Gallery and Museum, Coventry. Presente nell'elenco della Bridgeman Art Library[12];
- Maying di Ginevra (Guinevere's Maying 1900), Bradford Art Galleries and Museums. Presente nell'elenco della Bridgeman Art Library.[12];
- Tannhäuser nella grotta di Venere (Tannhäuser In the Venusberg 1901), versione su tela alla Atkinson Art Gallery, Southport, UK[15]; versione su tavola in una collezione privata. Presente nell'elenco della Bridgeman Art Library[12];
- La peste (The Plague 1902);
- La figliola prodiga (The Prodigal Daughter 1903);
- Il peccatore (The Sinner 1904), Victoria Art Gallery, Bath, Somerset. Presente nell'elenco della Bridgeman Art Library[12];
- Sentenza di morte (Sentence of Death 1908), Wolverhampton Art Gallery, West Midlands, Inghilterra;
- La terra bambina (The Land Baby 1909);
- Il diavolo bianco (The White Devil 1909);
- Angela McInnes (Angela McInnes 1914);
- La Grande Signora (The Grand Lady 1920);
- La Ninfa dell'acqua (The Water Nymph 1923);
- La Sig.ra Huxley (Mrs Huxley 1927-1928), Tate Britain, Londra[16];
- Ritratto della figlia dell'artista (Portrait of the Artist's Daughter 1929);
- Mercato di sete (Shopping for Silks);
- La bella addormentata (Sleeping Beauty);
- Primavera (Spring);
- Ellen Terry come Lucy Ashton (Ellen Terry as Lucy Ashton);
- Hetty Sorrell (Hetty Sorrell);
- La morte di Cleopatra (The Death of Cleopatra), Oldham Gallery, UK. Presente nell'elenco della Bridgeman Art Library[12];
- La fratellanza degli uomini (The Brotherhood of Man), Potteries Museum & Art Gallery, Stoke-on-Trent. Presente nell'elenco della Bridgeman Art Library[12];
- Donna adagiata (Reclining Woman), collezione privata. Presente nell'elenco della Bridgeman Art Library[12].

## Pensiero
Le opinioni di Collier sulla religione e sull'etica sono interessanti per il confronto con quelle di Thomas e Julian Huxley, entrambi i quali hanno dato lezioni Romanes su questo argomento.
In La religione di un artista (1926) Collier spiega:
Sulla morale laica: 
Per quanto concerne l'idea di Dio:
E sulla Chiesa:
E sui non-conformisti:
Il suo punto di vista sull'etica, quindi, si avvicinava molto a quello dell'agnosticismo di T.H. Huxley e all'umanesimo di Julian Huxley.

## Pubblicazioni
- Un fondo d'arte (A primer of art)[17];
- Un manuale di pittura a olio (A Manual of Oil Painting)[18], 1886;
- L'arte della pittura del ritratto (The Art of Portrait Painting)[19], 1905;
- La religione di un artista (The religion of an artist), 1926.

## Onorificenze e istituzioni accademiche di appartenenza
- membro dell'Ordine dell'Impero Britannico;
- membro della Società Reale dei Ritrattisti (Royal Society of Portrait Painters);
- membro dell'Istituto Reale dei Pittori ad olio (Royal Institute of Oil Painters).